# Protea gaguedi
Protea gaguedi (лат.) — небольшое дерево, вид рода Протея (Protea) семейства Протейные (Proteaceae). Вид широко представлен в Африке.

## Ботаническое описание

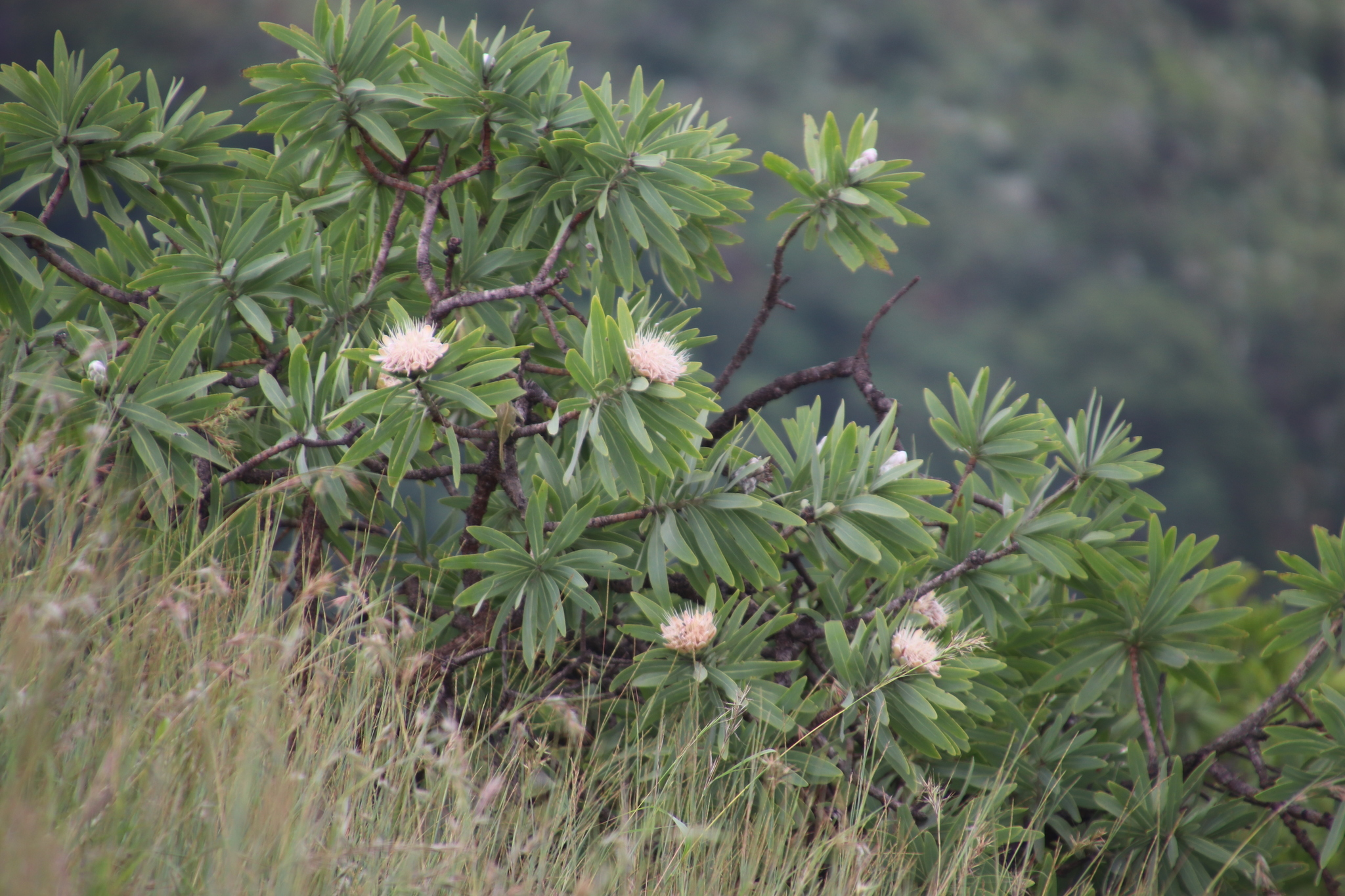
Общий вид P. gaguedi

Protea gaguedi — небольшое прямостоячее или сучковатое дерево, достигающего в высоту до 3 м. Листья от продолговатых до эллиптических, часто отчётливо серповидные. Зрелые листья гладкие за исключением редких волосков у основания. Листья от светло-зелёного до сине-зелёного цвета. Выступающая средняя жилка имеет несколько желтоватый оттенок.
Обычно у этого вида одиночные цветочные головки, особый тип соцветий. Цветочные головки разнообразны по форме, могут достигать 11 см в диаметре, густо опушены и имеют очень сильный запах. Цвет наружных обволакивающих прицветников варьируется от розового. до зеленовато-белого и белого. Внутренние прицветники покрыты серебристыми волосками и окрашены в бледно-зелёный цвет. По краям прицветников могут расти волоски ржавого цвета. Плод — опушённый орех.
Protea gaguedi похож на P. welwitschii, но у последнего вида цветочные головки диаметром 60 мм, которые обычно сгруппированы в группы по три или четыре, и молодые листья, густо опушённые, а более старые листья сохраняют опушку у основания.

## Таксономия
Этот вид был впервые описан Иоганном Фридрихом Гмелином в 1791 году.

## Распространение и местообитание
Вид широко распространён в Африке. Он встречается от Эритреи на севере до Квазулу-Натала в Южной Африке, однако не встречается в Сахеле в Западной Африке. Страны, в которых он встречается, включают Судан (включая Южный Судан, Эритрею, Эфиопию, Бурунди, Руанду, Уганду, Кению, Танзанию, Демократическую Республику Конго,Замбию, Анголу, Ботсвану, Зимбабве, Малави, Мозамбик, Намибию, Эсватини и Южную Африку. В Южной Африке это широко распространенный вид на севере страны, его можно найти в Гаутенге, Квазулу-Натал, Лимпопо, Мпумалангу и Северо-Западной провинции.
Встречается в самых разных средах обитания, хотя часто растёт на каменистой почве.

## Охранный статус
P. gaguedi — широкораспространённое дерево.